# Tovacuçu-corujinha
O tovacuçu-corujinha (Grallaria guatimalensis) é uma espécie de ave da família Formicariidae.
Pode ser encontrada nos seguintes países: Bolívia, Brasil, Colômbia, Costa Rica, Equador, El Salvador, Guatemala, Guiana, Honduras, México, Nicarágua, Panamá, Peru, Trinidad e Tobago e Venezuela.
Os seus habitats naturais são: florestas subtropicais ou tropicais húmidas de baixa altitude e regiões subtropicais ou tropicais húmidas de alta altitude.